# Bolbitis curupirae
Bolbitis curupirae är en träjonväxtart som först beskrevs av Carl Axel Magnus Lindman, och fick sitt nu gällande namn av Ren-Chang Ching. Bolbitis curupirae ingår i släktet Bolbitis och familjen Dryopteridaceae. Inga underarter finns listade.